# راؤول غونزاليس غوزمان
راؤول غونزاليس غوزمان (بالإسبانية: Raúl González Guzmán) (و. 1985  م) هو لاعب كرة قدم، من فنزويلا، ولد في بلنسية، مركز لعبه هو مُدَافِع.

## روابط خارجية
- راؤول غونزاليس غوزمان على موقع قاعدة بيانات كرة القدم.إي يو (الإنجليزية)
- راؤول غونزاليس غوزمان على موقع ناشيونال فوتبول تيمز (الإنجليزية)
- راؤول غونزاليس غوزمان على موقع Soccerway.com (الإنجليزية)